# Schiller Park
Schiller Park è un comune degli Stati Uniti d'America, situato nell'Illinois, nella contea di Cook, parte dell’area metropolitana di Chicago. Si tratta di un sobborgo appunto di Chicago. Dal 1994 è gemellato con il comune di Capurso, cittadina di circa 15.000 abitanti in Italia, nella città metropolitana di Bari.
Schiller Park ha una storia ricca e ha sviluppato una propria identità negli anni. La sua posizione strategica, vicina all’aeroporto internazionale O’Hare, ha influenzato la sua crescita e la diversità dei suoi residenti. Oggi, Schiller Park è una comunità vivace con una combinazione di aree residenziali, commerciali e industriali, offrendo uno stile di vita suburbano vicino ai servizi di Chicago.